# Заречье (Гвардейский район)
 Заречье — посёлок в Гвардейском городском округе Калининградской области.  Входит в состав Озерковского сельского поселения.

## Население
| 2002 | 2010 |
| ---- | ---- |
| 353  | ↗354 |

## История
25 января 1945 года поселок Прегельсвальде был взят воинами 31-й гвардейской стрелковой дивизии под командованием генерал-майора И. Д. Бурмакова.
30 сентября 1947 года Прегельсвальде был переименован в поселок Заречье.